# Liste des titres de marquis de la noblesse belge

Couronne de marquis

La liste des titres de marquis de la noblesse belge recense les titres de marquis héréditaires authentiques et réguliers créés ou reconnus en Belgique, et transmis jusqu’à nos jours de façon régulière en ligne naturelle et légitime et par ordre de primogéniture à partir du premier bénéficiaire.

## Histoire

### Titres subsistants
| Titre | Titulaire actuel                                                                            | Région d’origine        | Ancienneté             | Blason                          |
| --- | ------------------------------------------------------------------------------------------- | ----------------------- | ---------------------- | ------------------------------- |
| - Marquis d'Assche Date de création: 6 octobre 1633 Monarque: Philippe IV                                           | Henri II van der Noot, 12e Marquis d'Assche né le 11 février 1959                           | Brabant                 | XIIIe siècle           |                                 |
| - Marquis de Beauffort Date de création: 7 mars 1735 Monarque: Louis XV                                             | Léopold, 10e Marquis de Beauffort né le 8 juin 1953                                         | Artois                  | XIIIe siècle           | Blason famille Beaufort-Artois  |
| - Marquis de La Fare Date de création: mars 1768 Monarque: Louis XV                                                 | Sixte Ruffo de Bonneval de la Fare des comtes de Sinopoli de Calabre, 7e Marquis de La Fare | Provence                | XIVe siècle            |                                 |
| - Marquis de Latiano, incorporé à la noblesse belge en 1902. Date de création: 11 octobre 1668 Monarque: Marie-Anne | Michel Imperiali des Princes de Francavilla, 11e Marquis de Latiano né le 8 mai 1945        | Gênes Royaume de Sicile | XIe siècle XVIe siècle |                                 |
| - Marquis de Ligny Date de création: 17 septembre 1779 Monarque: Marie-Thérèse                                      | Thierry de Looz-Corswarem, 10e Marquis de Ligny né le 10 septembre 1948                     | Liège                   | XIIIe siècle           |                                 |
| - Marquis du Parc Locmaria Date de création: 1er février 1932 Monarque: Albert Ier                                  | Albéric, 5e Marquis du Parc Locmaria né le 24 septembre 1994                                | Bretagne                | XVIe siècle            | Blason Famille du Parc Locmaria |
| - Marquis de Radiguès Date de création: 10 mai 1741 Monarque: Louis XV                                              | Xavier, 13e Marquis de Radiguès né le 13 juillet 1954                                       | Dauphiné                | XVe siècle             |                                 |
| - Marquis de Spontin Date de création: 16 février 1746 Monarque: Marie-Thérèse                                      | Friedrich-Christian de Beaufort-Spontin, 8e Marquis de Spontin né le 5 décembre 1944        | Liège                   | XIe siècle             |                                 |
| - Marquis de Trazegnies d'Ittre Date de création: 8 février 1614 Monarque: Albert                                   | Olivier, 15e Marquis de Trazegnies d'Ittre né le 13 novembre 1943                           | Hainaut                 | XIIIe siècle           |                                 |
| - Marquis de Westerloo Date de création: 20 mai 1626 Monarque: Philippe IV                                          | Charles-Guillaume de Merode, 12e Marquis de Westerloo né le 27 mai 1940                     | Rhénanie                | XIIIe siècle           |                                 |
| - Marquis d’Yve de Bavay Date de création: 15 janvier 1822 Monarque: Guillaume Ier                                  | Philippe, 8e Marquis d’Yve de Bavay né le 10 mai 1974                                       | Liège                   | XIVe siècle            |                                 |

### Titres éteints
| Titre                                                                                         | Année d’extinction | Région d’origine | Ancienneté   | Blason |
| --------------------------------------------------------------------------------------------- | ------------------ | ---------------- | ------------ | ------ |
| - Marquis d'Aiseau Date de création: 23 avril 1625 Monarque: Philippe IV                      | 1832               | Flandre          | XIe siècle   |        |
| - Marquis d'Auxy Date de création: septembre 1687 Monarque: Louis XIV                         | 1985               | Artois           | VIIIe siècle |        |
| - Marquis de Becelaere Date de création: mai 1705 Monarque: Charles VI                        | 1954               | Flandre          | XIVe siècle  |        |
| - Marquis de Bethune Date de création: 12 février 1848 Monarque: Léopold Ier                  | 1884               | Artois           | XVIe siècle  |        |
| - Marquis de la Boëssière-Thiennes Date de création: 29 août 1863 Monarque: Napoléon III      | 1963               | Artois           | XIVe siècle  |        |
| - Marquis de Busto Date de création: 1664 Monarque: Philippe IV                               | 1876               | Milan            | XIe siècle   |        |
| - Marquis du Chasteler de Moulbaix Date de création: 15 mars 1725 Monarque: Charles VI        | 1873               | Lorraine         | XIVe siècle  |        |
| - Marquis d'Ennetières et des Mottes Date de création: 16 septembre 1680 Monarque: Charles II | 1925               | Hainaut          | XIVe siècle  |        |
| - Marquis de Gages Date de création: 9 décembre 1758 Monarque: Marie-Thérèse                  | 1840               | Hainaut          | XVIe siècle  |        |
| - Marquis de Maillen d'Ohey Date de création: 9 mars 1789 Monarque: Joseph II                 | 1929               | Namur            | XVIe siècle  |        |
| - Marquis de Rhodes Date de création: 14 juillet 1682 Monarque: Charles II                    | 1920               | Portugal         | XIVe siècle  |        |
| - Marquis de Verquigneul Date de création: 1756 Monarque: Louis XV                            | 1818               | Artois           | XVe siècle   |        |